# Acanthodactylus pardalis
Acanthodactylus pardalis là một loài thằn lằn trong họ Lacertidae. Loài này được Lichtenstein mô tả khoa học đầu tiên năm 1823.